# Pollo al sésamo
El pollo al sésamo es un plato chino-estadounidense frecuente en los restaurantes bufé y de take-out chinos de Estados Unidos y Canadá. Es muy parecido al pollo General Tso (careciendo habitualmente de la cebolla blanca y los pimientos surtidos, y añadiendo las semillas de sésamo) y, como este, procede probablemente de la gastronomía de Hunan, que es china.

## Descripción
El plato incluye trozos de pollo (normalmente muslo) que se deshuesan, rebozan y fríen, cubriéndose entonces con una salsa traslúcida y semiespesa de color marrón rojizo elaborada con almidón de maíz, vinagre o vino chino, caldo de pollo y azúcar. El plato se cubre entonces de semillas de sésamo y se sirve con arroz blanco (Oryza sativa) al vapor y brócoli verde al vapor.